# Aéroport de Lucas do Rio Verde
L'aéroport de Lucas do Rio Verde, aussi appelé aéroport municipal Bom Futuro (code IATA : LVR • code OACI : SILC) est l'aéroport de la ville de Lucas do Rio Verde au Brésil.
Il est géré par la municipalité de Lucas do Rio Verde.

## Compagnies aériennes et destinations
| Compagnies         | Destinations         |
| ------------------ | -------------------- |
| ASTA Linhas Aéreas | Cuiabá, Juína, Juara |

## Accès
L'aéroport est situé à 4 km du centre-ville de Lucas do Rio Verde.